# Batalha de Hohenlinden
A Batalha de Hohenlinden foi travada a 3 de Dezembro de 1800 durante as Guerras revolucionárias francesas. Um exército francês sob o comando do general Jean Victor Marie Moreau obteve uma vitória decisiva sobre as tropas austríacas e do Eleitorado da Baviera que se encontravam sob comando do arquiduque João da Áustria (Johann von Österreich). Depois de terem sido forçados a uma retirada desastrosa, os aliados foram obrigados a solicitar um armistício que pôs um fim efectivo à Guerra da Segunda Coligação. Hohenlinden situa-se a cerca de 33 Km para Leste de Munique, na Alemanha actual.
O general Moreau dispunha de uma força de 56 000 homens e enfrentou 64 000 austríacos e aliados. Os austríacos, convencidos que perseguiam um inimigo derrotado, marcharam através de um terreno densamente arborizado em quatro colunas que não mantiveram a ligação entre si. Por seu lado, os franceses estavam à espera dos austríacos e, quando estes emergiram da floresta de Ebersberg, a divisão do general Antoine Richepanse executou uma manobra de envolvimento sobre o flanco esquerdo austríaco. Mostrando grande iniciativa individual, os generais sob o comando de Moreau manobraram por forma a cercarem e esmagaram a maior coluna austríaca.
Esta vitória esmagadora, juntamente com a vitória de Napoleão Bonaparte na Batalha de Marengo a 14 de Junho de 1800, provocou o fim da Guerra da Segunda Coligação. Em Fevereiro de 1801, os Austríacos assinaram o Tratado de Lunéville, nos termos do qual aceitaram o controlo francês sobre os território do Reno e os estados satélite na Itália e Holanda.